# Clubiona latitans
Clubiona latitans är en spindelart som beskrevs av Pietro Pavesi 1883. Clubiona latitans ingår i släktet Clubiona och familjen säckspindlar. Inga underarter finns listade i Catalogue of Life.